# Воронежские озёра
Парк «Воронежские озёра» — территория со статусом парковой зоны в Промышленном районе Самары.
Зелёная зона с природным комплексом из трех озёр и многолетними дубами, признанными памятниками природы . В озёрах водится рыба (карась) и живут дикие утки . В парке регулярно проводятся спортивные (зимние и летние) соревнования и культурно-массовые мероприятия. Летом можно увидеть много загорающих, преимущественно из близлежащих микрорайонов.

## История
Самарцы отдыхали на Воронежских озерах еще до революции.
В середине XX века Воронежские озёра и прилегающие к ним дубовые рощи, окруженные "Средними" садами, находились за чертой города.
С середины 1960-х годов "Средние" сады начали вырубать, вокруг озёр был построен микрорайон из 9-этажных панельных домов, однако озёра и часть дубов сохранились. После строительства торгового комплекса «Империя» на Московском шоссе его фундамент перекрыл грунтовые воды и одно озеро пересохло.

## Попытки застройки территории
Территория парка подвергается многочисленным попыткам застройщиков воздвигнуть на ней новые сооружения:

### Камнеобрабатывающий завод «Возрождение»
Завод пытается построить на 1,5 гектарах парковой зоны дом из четырёх корпусов.

### Спортивно-развлекательный комплекс
ООО «Купол» планировало строительство спортивно-развлекательного комплекса на 1,5—2 гектарах парка. Жители окрестных домов выразили протест на публичных слушаниях. Комиссия по застройке городской думы запретила строительство, однако права на участок остаются у застройщика.

### Автостоянка
В парке находится несанкционированная автостоянка для расширения которой вырубаются деревья, насыпается щебень и строится забор.

### Приход в честь Святой Троицы
В парке со всеми необходимыми разрешениями построено здание церкви, однако вокруг воздвигнуты несанкционированные трапезная и воскресная школа.